# Briguelh
Briguelh (en francès Brigueuil) és un municipi francès situat al departament del Charente i a la regió de la Nova Aquitània. L'any 2007 tenia 1.037 habitants.

## Demografia

### Població
El 2007 la població de fet de Brigueuil era de 1.037 persones. Hi havia 442 famílies de les quals 140 eren unipersonals (68 homes vivint sols i 72 dones vivint soles), 153 parelles sense fills, 141 parelles amb fills i 8 famílies monoparentals amb fills.
La població ha evolucionat segons el següent gràfic:
Habitants censats

### Habitatges
El 2007 hi havia 582 habitatges, 443 eren l'habitatge principal de la família, 74 eren segones residències i 65 estaven desocupats. 570 eren cases i 10 eren apartaments. Dels 443 habitatges principals, 341 estaven ocupats pels seus propietaris, 87 estaven llogats i ocupats pels llogaters i 15 estaven cedits a títol gratuït; 5 tenien una cambra, 24 en tenien dues, 68 en tenien tres, 150 en tenien quatre i 195 en tenien cinc o més. 344 habitatges disposaven pel capbaix d'una plaça de pàrquing. A 214 habitatges hi havia un automòbil i a 182 n'hi havia dos o més.

### Piràmide de població
La piràmide de població per edats i sexe el 2009 era:
| Homes | Edats   | Dones |
| ----- | ------- | ----- |
| 0     | 95 o +  | 4     |
| 4     | 90 a 94 | 12    |
| 4     | 85 a 89 | 20    |
| 8     | 80 a 84 | 28    |
| 12    | 75 a 79 | 12    |
| 44    | 70 a 74 | 40    |
| 44    | 65 a 69 | 52    |
| 16    | 60 a 64 | 16    |
| 4     | 55 a 59 | 20    |
| 40    | 50 a 54 | 36    |
| 32    | 45 a 49 | 36    |
| 48    | 40 a 44 | 32    |
| 40    | 35 a 39 | 44    |
| 28    | 30 a 34 | 36    |
| 28    | 25 a 29 | 28    |
| 4     | 20 a 24 | 20    |
| 32    | 15 a 19 | 28    |
| 36    | 10 a 14 | 20    |
| 16    | 5 a 9   | 32    |
| 16    | 0 a 4   | 36    |

## Economia
El 2007 la població en edat de treballar era de 624 persones, 458 eren actives i 166 eren inactives. De les 458 persones actives 420 estaven ocupades (242 homes i 178 dones) i 38 estaven aturades (15 homes i 23 dones). De les 166 persones inactives 61 estaven jubilades, 42 estaven estudiant i 63 estaven classificades com a «altres inactius».

### Ingressos
El 2009 a Brigueuil hi havia 445 unitats fiscals que integraven 1.010,5 persones, la mediana anual d'ingressos fiscals per persona era de 15.183 €.

### Activitats econòmiques
Dels 47 establiments que hi havia el 2007, 2 eren d'empreses alimentàries, 1 d'una empresa de fabricació de material elèctric, 5 d'empreses de fabricació d'altres productes industrials, 14 d'empreses de construcció, 5 d'empreses de comerç i reparació d'automòbils, 4 d'empreses de transport, 3 d'empreses d'hostatgeria i restauració, 3 d'empreses immobiliàries, 3 d'empreses de serveis, 3 d'entitats de l'administració pública i 4 d'empreses classificades com a «altres activitats de serveis».
Dels 18 establiments de servei als particulars que hi havia el 2009, 1 era una gendarmeria, 1 oficina de correu, 1 taller de reparació d'automòbils i de material agrícola, 2 paletes, 1 guixaire pintor, 4 fusteries, 1 lampisteria, 3 electricistes, 1 empresa de construcció, 2 perruqueries i 1 restaurant.
Dels 2 establiments comercials que hi havia el 2009, 1 era una botiga de menys de 120 m² i 1 una fleca.
L'any 2000 a Brigueuil hi havia 54 explotacions agrícoles que ocupaven un total de 1.988 hectàrees.

## Equipaments sanitaris i escolars
L'únic equipament sanitari que hi havia el 2009 era una farmàcia.
El 2009 hi havia una escola elemental.

## Poblacions més properes
El següent diagrama mostra les poblacions més properes.